# Институт геологии алмаза и благородных металлов СО РАН
Институт геологии алмаза и благородных металлов СО РАН — институт Сибирского Отделения Академии Наук, организованный в 1957 году. Расположен в Якутске.

## Общие сведения
Основными направлениями научной деятельности является исследование геологии и прогноза месторождений алмаза и благородных металлов, а также алмазные технологии.

## История
- 1957 — Институт геологии Якутского филиала Академии наук СССР (Постановление АН СССР от 18 января 1957 г. № 57 и приказ Президиума ЯФ СО АН СССР от 12 апреля, № 77), создан на базе отдела геологии, лаборатории химии и технологии угля, геохимической лаборатории и геологической группы Якутской комплексной экспедиции. Первый директор — Заслуженный деятель наук ЯАССР, д. г.-м.н. Ю. П. Ивенсен.
- 1989 — Якутский институт геологических наук
- 1997 — Институт геологических наук СО РАН
- 2000 — Институт геологии алмаза и благородных металлов СО РАН (ИГАБМ СО РАН) (постановления Президиума РАН от 12.11.2000 № 207) после выделения из него в 1999 г. отдела геологии нефти и газа в самостоятельный институт.

### Директора
- д. г.-м.н. Ю. П. Ивенсен (1957)
- чл.-корр. АН СССР И. С. Рожков (1957—1964),
- д.г.-м.н. К. Б. Мокшанцев (1965—1978),
- чл.-корр. АН СССР В. В. Ковальский (1978—1986),
- д.г.-м.н. Б. В. Олейников (1987—2000),
- д.г.-м.н. Л. М. Парфёнов (2000—2002),
- д.г.-м.н. А. П. Смелов (2002—2014),
- чл.-корр. РАН В. Ю. Фридовский (2014-н. в.)

## Структура
- лаборатория геологии и петрологии алмазоносных провинций
- лаборатория «Геологический музей»
- лаборатория алмазных технологий
- лаборатория геологии и минералогии благородных металлов
- лаборатория физ.-хим. методов анализа
- лаборатория геодинамики и региональной геологии
- лаборатория стратиграфии и палеонтологии
- лаборатория геологических информационных систем

## Дирекция
- Директор
  - Фридовский Валерий Юрьевич
- Заместители директора по научной работе:
  - Зайцев Альберт Иванович
  - Прокопьев Андрей Владимирович